# میرزا محمدصادق فخرالاسلام

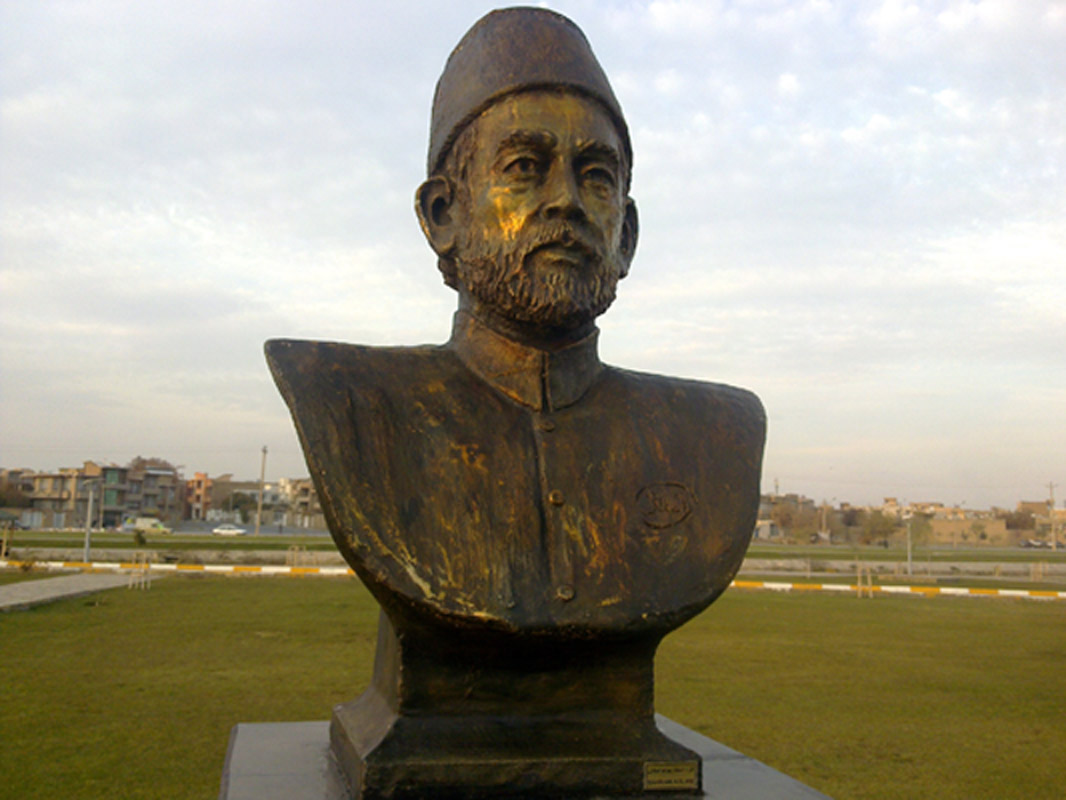
تندیس فخرالاسلام در پارک ائللرباغی ارومیه

جدیدالاسلام میرزا محمد صادق فخرالاسلام ارومی یا موشه بن یوحنا بن وراده بن شموئیل بن پاتریس (متولد ۱۲۶۰ هـ.ق. روستای کلیسا کندی ارومیه - درگذشته ۱۳۳۰ هـ. ق در تهران) مجتهد، نویسنده و روزنامه‌نگار ایرانی بود. او که در ابتدا کشیشی آشوری اهل ارومیه بود در جوانی به اسلام گروید و پس از ۱۶ سال تحصیل در نجف و اخذ درجه اجتهاد به ایران برگشت و پس از مذاکره ناصرالدین شاه با وی دربارهٔ علل تغییر آیینش، از طرف شاه به فخر الاسلام ملقب گردید. او از پژوهشگرانی است که به مطالعات تطبیقی اسلام و مسیحیت پرداخته‌است و با تألیف چند کتاب رد اثبات راه و روش مباحثه دینی با پیروان ادیان دیگر را به طلاب مسلمان آموخت. در دوره مشروطیت او روزنامه تدین را منتشر کرد.

## زندگی‌نامه
او در حدود سال (۱۲۶۰ هـ. ق) در یک خانواده مسیحی ساکن کلیسای کندی، در شهر ارومیه متولد شد. او از نسطوریان آشوریان ارومیه بود. پدر و اجداد فخرالاسلام، همه از روحانیان و کشیشان بزرگ مسیحی بوده و در شهر ارومیه به تبلیغ و نشر آیین مسیحیت مشغول بوده‌اند.

### تحصیلات مسیحی در واتیکان
او، از ابتدای کودکی تحت سرپرستی پدر روحانیش به آموختن احکام و عقاید مسیحیت پرداخت. سپس در زادگاهش به عنوان محصل علوم دینی به‌طور رسمی در جلسات تدریس عالمان مسیحی حاضر شد. وی نزد استادان  مسیحی از فرق پروتستان و کاتولیک، به تحصیل علوم دینی پرداخت و کتاب‌های تورات، انجیل و سایر علوم رایج مسیحی در آن زمان را به خوبی فرا گرفت.
در دوازده سالگی با جدّیت و اشتیاق کامل این مرحله از دانش اندوزی را به خوبی به پایان برد و به درجه «قسّیسیت» رسید. این مرحله از روحانیت را کافی ندانست و زادگاهش را به مقصد واتیکان ترک و بعد از تحمّل سختی های فراوان، به مقصد رسید و برای کسب مدارج عالی علوم مسیحیت وارد حوزه علمیه جهانی مسیحیت شد. او در آن مکان به فراگیری احکام، معارف و کسب مراحل معنوی پرداخت. اقامت او در واتیکان حدود ۶ سال طول کشید و در این مدّت علاوه بر تخصص در عقاید و آیین مسیحیت بر اصول و فروع ملل و مذاهب مختلف این دین و نیز احکام و فروع آن‌ها احاطه کامل پیدا کرد. وی از شاگردان ممتاز در دوران تحصیلی خود به‌شمار می‌رفت و به همین خاطر بسیار مورد احترام استادانش بود. او در کسوت روحانیت آن قوم در کلیساهای شهر به تبلیغ مذهبی و وعظ خطابه می‌پرداخت. تحصیلات محمدصادق در آیین مسیحیت تا هجده سالگی طول کشید.

### بازگشت به زادگاه و اسلام آوری
گرویدن به اسلام
در این زمان حادثه‌ای راه زندگی علمی، دینی و معنوی او را تغییر داد و او را از مسیحیّت به اسلام سوق داد. وی آن حادثه را چنین نقل می‌کند:

«بعد از ورودم به (واتیکان) نزد استادان آن دیار به تحصیل علوم مسیحیّت پرداختم، به ویژه استادی از فرقه کاتولیک که از نظر موقعیت اجتماعی دارای مقامی والا بود و در زهد و تقوا شهرتی بسزا داشت. از این روی دارای مریدان و پیروان فراوانی از فرقه کاتولیک بود. عوام و خواص از اعیان و اشراف و صاحب منصبان این فرقه نزد او حاضر و هدایای نفیس به او تقدیم می‌کردند؛ و از طرفی او از نظر علمی، مراتب عالی را طی کرده و از استادان معروف بود و هر روز صدها نفر روحانی زن و مرد در درس او حاضر شده، از تعلیمات معارف عالی او با اشتیاق کامل بهره می‌بردند. در میان شاگردان خود، به من عنایت خاصّی داشت. از این رو علاوه بر اظهار محبت نسبت به من، تمام کلیدهای محلّ سکونت خود را به من سپرده بود، جز کلید یک اتاق کوچک که تنها نزد خودش بود. از این که کلید آن اتاق کوچک را به من نسپرده بود، در دلم به او بدبین شدم و دائم پیش خود می‌گفتم: لابد در آن اتاق، اشیاء قیمتی اهدایی را ذخیره کرده‌است و نمی‌خواهد من آن‌ها را ببینم، پس زهد را برای دنیا می‌خواهد. این احساس درونی خود را هرگز بروز ندادم تا این که روزی استاد کسالت پیدا کرد و در کلاس درس حاضر نشد. مرا طلبید و گفت: به شاگردان بگو من کسالت دارم و نمی‌توانم در درس حاضر شوم و به آن‌ها بگو بروند. من از نزدش بیرون آمدم، دیدم شاگردان در مورد مسایل مختلف دینی به مباحثه مشغول هستند تا این که بحث آن‌ها به لفظ «فارقلیطا» رسید که در انجیل چهارم، باب ۱۴ و ۱۵ و ۱۶ حضرت عیسی، آمدن او را بشارت داده بود. هرکس نظری داد و بعد از آن پراکنده شدند. من هم نزد استاد آمدم. گفت: شاگردان در مورد چه بحث می‌کردند؟ گفتم: موضوعات گوناگون، از جمله لفظ «فارقلیطا» و هرکس نظری داشت. استاد به من گفت نظر تو چیست؟ گفتم: من نظر فلان مفسّر مسیحی را بهتر می‌دانم. گفت تو مقصر نیستی ولی همه آن نظرات دور از واقعیت هستند چرا که حقیقت آن لفظ فقط نصیب راسخان در علم می‌شود. اشتیاق درک این حقیقت مرا از خود بی‌خود نمود و با التماس فراوان، از استادم، تفسیر آن لفظ را خواستار شدم. استادم گریه کرد و گفت: ای فرزند روحانی! تو پیش من عزیزترین مردم هستی و من چیزی از تو مضایقه ندارم. اگر تفسیر آن لفظ را به تو بگویم، از ناحیه مسیحیان، جان من و تو در خطر خواهد افتاد مگر آن که تعهّد کنی تا قبل و بعد از زندگی من، نام مرا نبری و تفسیر آن را به من نسبت ندهی چون که قبل از مرگم جان خودم در خطر خواهد افتاد و بعد از مرگم، جان خانواده‌ام. من نیز به اسماء الاهی قسم یاد کردم که این خواسته او را برآورده کنم و به شرط او عمل نمایم. گفت: ای فرزند روحانی! این لفظ، اسمی از اسامی مبارک پیامبر مسلمانان است و به معنی احمد و محمّد است. پس کلید آن اتاقی را که فقط نزد خودش نگه داشته بود به من داد و گفت، به آن جا برو و فلان صندوق را باز کن و آن دو کتاب موجود در آن را نزد من بیاور! من نیز چنین کردم. آن دو کتاب به خط یونانی و سریانی و قبل از ظهور پیامبر اسلام و با قلم بر پوست حیوان نوشته شده بودند. گفت: ای فرزند روحانی! بدان که همه عالمان و مفسّران و مترجمان مسیحی قبل از ظهور پیامبر اسلام قبول داشتند که لفظ «فارقلیطا» به معنی احمد و محمّد است آنان بعد از ظهور آن حضرت، تمامی کتاب‌های تفسیر، لغت و ترجمه‌های مربوط به این مسئله را به خاطر ریاست و رسیدن به اموال و منفعت دنیوی یا به خاطر عناد و حسادت، تحریف کرده و بعضی را نیز از بین بردند. ای فرزند روحانی! دین مسیحیّت به خاطر ظهور حضرت محمّد منسوخ شد و من و بسیاری از روحانیان مسیحی به این حقیقت پی برده‌ایم ولی از ابراز آن به خاطر مصالحی که در نظر داریم خودداری می‌کنیم. گفتم: ای پدر روحانی! آیا مرا امر می‌کنی که داخل دین اسلام شوم! گفت: آری، اگر آخرت و نجات را می‌خواهی باید دین حقّ را قبول کنی؛ و من همیشه تو را دعا می‌کنم. چون آن دو کتاب و گفته‌ها و تأییدهای استادم را شنیدم، نور هدایت و محبت حضرت خاتم‌الانبیاء به‌طوری بر من احاطه پیدا کرد که دنیا و هر آنچه که از مظاهر آن است در نظرم کوچک آمد. در آن لحظه اندیشه‌ای جز اسلام و پیام‌آور آن در سر نداشتم از این رو از محضر استادم خداحافظی کرده، در پی حقیقت روان شدم.
محمّدصادق، بعد از ایمان به اسلام، واتیکان را به مقصد ارومیه، ترک کرد و جز چند کتاب و وسایل شخصی چیزی با خود نبرد. او بعد از زحمات بسیار وارد ارومیه شد و در آن جا شبی به‌طور مخفیانه با شیخ حسن مجتهد از عالمان مقیم آن شهر دیدار کرد و او را از اسلام آوردن خود آگاه کرد. شیخ حسن مجتهد از این امر خوشحال شد و بنا بر درخواست محمدصادق، چکیده‌ای از عقاید و برنامه‌های اسلامی را به او تعلیم داد. محمدصادق آن‌ها را به خط سریانی یادداشت می‌کرد تا از یادش نرود. بعد از این دیدار برای پاک شدن از مسیحیّت غسل توبه نمود و شهادت به وحدانیت خداوند و رسالت پیامبر اسلام را بر زبان جاری ساخت و به‌طور رسمی در زمره مسلمانان قرار گرفت. اما چرا مذهب شیعه را انتخاب کرد به درستی معلوم نیست. احتمال دارد، استادش در واتیکان او را راهنمایی کرده یا به خاطر ملاقات با عالمان شیعه در ارومیه به اهل بیت ایمان آورده و مذهب تشیّع را پذیرفته باشد.
او پس از شاگردی در خدمت علمای اسلام در ارومیه عازم نجف شد و پس از ۱۶ سال تحصیل و اخذ درجه اجتهاد به ایران برگشت و صاحب محراب و منبر شد سپس عازم تهران گردید و از طرف ناصرالدین شاه به فخر الاسلام ملقب گردید. 
او زبان‌های عبری و سریانی را بج شی خ‌محمدعلی حائری سنقری آموخت.
با اوج‌گیری گفتمان در دوره ناصری میرزا محمد صادق فخر الاسلام کتاب ده جلدی بیان الحق و الصدق را در نقد مسیحیت نوشت و آن را به سال ۱۳۲۲ ه‍.ق به چاپ رساند. وی در دیباچه کتاب خود از حاج میرزا سید محمد مجتهد فرزند سید صادق طباطبایی یاد می‌کند که در منزل خود واقع در محله سنگلج تهران، مجلسی به نام (حوزه ترقی اسلامی) دایر کرده و به جواب شبهه‌ها به ویژه شبهه‌هایی که مسیحیان می‌پراکندند می‌پرداخت و نیز از سید محمدعلی داعی الاسلام نام می‌برد که مجلسی به نام (صفاخانه) در جلفای اصفهان برگزار کرده بود و به شبهه‌های مسیحیان در خصوص اسلام پاسخ می‌داد. محصول این گفتگوها هر ماه به صورت رساله‌ای چاپ و منتشر می‌شد و هزینه‌های مالی آن را میرزا سلیمان خان رکن الملک عهده‌دار بوده‌است.
در سال۱۳۳۰ هـ. ق در تهران درگذشت.

## آثار
فخرالاسلام در ارومیه و در تهران با علمای مسیحی در اثبات دین مبین در مناظره و مجادله بود و در این راستا به تألیف کتاب‌های متعدد پرداخت. از فعالیت‌های مهم وی در تهران انتشار روزنامه تدین بود. محیط طباطبایی در این خصوص گفته‌است: «روزنامه تدین را میرزا حسینقلی{ محمد صادق} جدیدالاسلام ملقب به فخر الاسلام مؤلف کتاب انیس الاعلام در ماه رجب سال ۱۳۲۵ هجری به‌طور هفتگی با چاپ سربی انتشار داد و تا ۶ جمادی‌الثانیه سال ۱۳۲۶ و تا ۴۸امین شماره ادامه یافت.»
آثار مهم او عبارت اند از:
1. انیس الاعلام فی نصرة الاسلام والرد علی النصاری در دو جلد که با ترجمه فارسی مرحوم موسوی خلخالی در ایران چاپ و انتشار یافته‌است
2. فارقلیطا. در این کتاب بیان می‌کند که نام پیامبر اسلام در انجیل آمده‌است
3. برهان المسلمین در رد نصاری و آن مشتمل بر پرسش و پاسخ محفلی است.[۱۱] با پیروان مسیح در تهران به صورت پرسش و پاسخ در دو جلد چاپ و منتشر شده‌است
4. بیان الحق و الصدق المطلق[۱۲] که در ده جلد تألیف شده که از جلد اول تا جلد چهارم آن در اثبات حقانیت قرآن مجید و نبوت پیغمبر اسلام و آن چهار جلد به همت میرزا علی اصغرخان اتابک اعظم طبع و انتشار یافته و شش جلد دیگر بچاپ نرسیده‌است
5. تعجیز المسیحیین این کتاب در تأیید برهان مسلمین است
6. خلاصه الکلام فی افتخار الاسلام[۱۳] به فارسی به سال ۱۳۲۲ هـ. ق در تهران چاپ شده‌است.
7. کشف الاثر به اثبات شق القمر. در اثبات معجزه شق القمر پیامبر که در مکه رخ داده‌است و این اثر در تهران با چاپ سنگی طبع شده‌است
8. وجوب الحجاب و حرمه الشراب
9. السیاسه الاسلامیه[۱۰]

### هفته نامه تدین
او در سال ۱۳۲۵ محیط آزاد مشروطه را برای بیان اندیشه و منظور دینی خود مناسب دید و تدین را که به معنی دینداری است عنوان کار روزنامه‌نگاری قرار داد. تدین روزنامه دینی بود که در آن کمتر مطلبی را از دریچه چشم سیاست تنها می‌نگریست، بحث دربارهٔ استبداد و مشروطه یا نشر احکام صادر از علمای نجف را دربارهٔ حفظ اساس مشروطه و شرح مواد قانون اساسی را از نظر دینی مورد ذکر و تفسیر قرار می‌داد. در این چهل و هشت شمارهای که سال اول آن را تشکیل می‌داد مباحث بسیاری دربارهٔ گفتگو با اسقفها و کیفیت تحول بابیه به شعب مختلف درج کرد.
در تاریخ مشروطیت احمد کسروی چنین آمده‌است: «روزنامه تدین را فخر الاسلام می‌نوشت یکی از آشوریان ارومی زاییده شده در آمریکا. سپس در محضر شیخ فضل‌الله مجتهد مذهب شیعه جعفری را برگزید و مسلمان شده و به تهران آمده و از پیرامونیان شادروان طباطبایی به‌شمار می‌رفت و با دستور خود با کشیشان و دیگر بحثهای دین و کیش می‌پرداخته‌است و در روزنامه اش نیز بیش از همه گفتگوهای کیشی را دنبال می‌کرده‌است.»
تدین به مدیری و صاحب امتیازی فخرالاسلام در تهران تأسیس و در جمادی‌الاول ۱۳۲۵ هـ.ق. منتشر شد. نوع انتشار روزنامه هفتگی بود و شمارة ۲ سال اول در تاریخ شنبه ۲۸ / جمادی‌الاول/ ۱۳۲۵ق. منتشر شد. تدین در ۴ صفحه به قطع ۴/۳ ۶ * ۱۲ سانتیمتر، با چاپ سربی (مطبعه شرقی) طبع و توزیع می‌شد. در زیر عنوان هر شماره، روزنامه بدین شکل معرفی شده‌است: “ جریدة ملی، مذهبی، اخباری، سیاسی، تاریخی، اخلاقی، علمی، اقتصادی، سؤالات مذهبی از هر کس درج و جواب می‌گوید و هفته دو روز زبان توره و انجیل درس و قانون مناظرة دینی تعلیم می‌دهد. مندرجات روزنامه عبارت است از: مقالات مختلف راجع به فواید مشروطه و آزادی و قسمت مختصری از اخبار ولایات؛ و نیز در هر شماره مقالات مذهبی دربارة دین اسلام و مسیح و مطالب دینی دیگر از این قبیل چاپ گردیده‌است. این روزنامه تا جمادی‌الثانی ۱۳۲۸هـ. ق. چاپ و منتشر شد و بعد از آن چاپ آن متوقف گردید. فخر الاسلام در آغاز مشروطیت از پیروان طباطبایی بود و به دستور وی با کشیشان به مباحثات نظری و مذهبی می‌پرداخت و این گفتگوها را در روزنامه اش به چاپ می‌رساند.